# Nokia 6230

Nokia 6230 este un telefon produs de compania Nokia. Telefonul are o cameră VGA, Bluetooth, port infraroșu, slot card MMC și Pop-Port.

## Design
Ecranul TFT poate afișa până la 65.536 de culori și are rezoluția de 128x128 pixeli acesta permite afișarea de 5 linii de text la care se adaugă o linie în plus pentru servicii.
Tastatura este din plastic, are dimensiune medie, butoanele lipi aproape unul de altul. Iluminarea tastaturii este de culoare albă.
Pop-port și mufa de încărcare se află în partea de jos a telefonului.
Slotul de card MMC este plasat sub baterie. Trebuie să opriți telefonul pentru schimbarea cardului MMC.

## Multimedia
Camera este de 0.3 megapixeli (VGA) cu rezoluția de 640 x 480 pixeli.
Are radio FM. Player-ul audio suportă formatele MP3 și AAC.

## Conectivitate
Are Bluetooth versiunea 1.1 acceptă profilurile Headset, Hands Free, DUN, OBEX Push, OBEX Transfer, Serial și PC Suite.
Are port infraroșu și un conector Pop-Port. Browser-ul suportă xHTML/WAP 2.0.
6230 suportă GPRS și EDGE.

## Caracteristici
- Ecran TFT de 1.5 inchi cu rezoluția de 128 x 128 pixeli
- Slot card MMC, card inclus de 32 MB
- Camera foto VGA
- Bluetooth 1.1
- Nokia Pop-POrt
- Port Infraroșu
- Radio FM
- Browserul suportă WAP 2.0/xHTML
- PTT (Push to Talk)